# Oratorio dei Disciplinanti (Moneglia)
L'oratorio dei Disciplinanti è un luogo di culto cattolico situato nel comune di Moneglia, in via dell'Oratorio, nella città metropolitana di Genova. Attiguo all'oratorio è la chiesa parrocchiale di Santa Croce.

## Storia e descrizione
Secondo alcune fonti locali lo storico oratorio risale al X secolo ed in origine era dedicato alla Vergine Maria. Ricevette una nuova denominazione con l'insediamento della locale confraternita dei Disciplinanti.
Il paramento della semplice facciata attuale è probabilmente settecentesca, arricchita da coppie di lesene. Sopra il portale, in una nicchia, la statua in marmo della Vergine con il Bambino benedicente. Varcato il portale nella facciata si accede ad un atrio scoperto.
All'esterno dell'oratorio sono una lapide e una croce datati al 1291 a ricordo della sepoltura di due cittadini fiorentini, Rolando e Berardo Lanieri.
Dall'atrio si accede all'antica aula rettangolare, lunga ventisei metri e larga sette, coperta da un soffitto di legno sorretto da capriate. L'altare, nella sua parte inferiore è in marmo e risale al Settecento, mentre la parte superiore è in legno e risale al Seicento. Sopra la porta d'ingresso, una cantoria ed organo del XVII secolo decorata con pitture di putti musicanti.
L'antica aula dell'oratorio è di grande valore artistico per gli importanti cicli di affreschi di varie epoche che contiene. La parte più antica della decorazione pittorica è duecentesca ed è costituita da porzioni dell'affresco del Trionfo della morte o secondo una recente interpretazione di Anna De Floriani (L'Oratorio dei Disciplinanti a Moneglia-Testimonianza di fede e di arte nella storia di una Comunità-Chiavari 2012, pag.235) un Giudizio Finale, o un episodio tratto dall'Apocalisse. Sopra questo è stato applicato un dipinto trecentesco dedicato alla Vergine e a san Cristoforo. Altre pitture cinquecentesche raffigurano episodi della Vita della Madonna e della Passione di Gesù. Dopo la ristrutturazione nel Settecento venne nuovamente eseguito un ciclo pittorico, di stile barocco. Danneggiati durante la seconda guerra mondiale, questi affreschi sono stati staccati per poter scoprire i sottostanti, più antichi. Alcune porzioni attorno all'altare sono stati lasciati come testimonianza del ciclo.